# Astrognozja
Astrognozja (gr. ἀστήρ aster ‘gwiazda’ i γνῶσις gnósis ‘wiedza, poznanie’) – pojęcie książkowe określające umiejętność rozpoznawania na niebie gwiazd i gwiazdozbiorów.